# فیبروماتوز تهاجمی نوزاد
فیبروماتوز تهاجمی نوزاد به انگلیسی: Aggressive infantile fibromatosis یک ضایعه عود‌‌کننده موضعی و غیر متاستاتیک است که به صورت یک یا چند توده با رشد سریع بروز می‌کند. این ضایعه در بدو تولد یا در سال اول زندگی نوزاد رخ می‌دهد.

## همچنین ببینید
- فیبروماتوز دیجیتال نوزادی
- ضایعه پوستی